# Kostel svatého Štěpána (Kirchdorf in Tirol)
Farní kostel svatého Štěpána se nachází v obci Kirchdorf in Tirol v okrese Kitzbühel ve spolkové zemi Tyrolsko v Rakousku. Římskokatolický farní kostel patří do děkanátu Svatý Jan v Tyrolsku v salcburské arcidiecézi. Kostel je památkově chráněn.

## Historie
V roce 1197 byla farnost přifařena ke klášteru svatého Zena v Reichenhallu, inkorporace skončila v roce 1803.
Původně na místě stál již v 8. století raně středověký halový kostel. Dochovaly se zbytky románské stavby z doby kolem roku 1200 a vrcholně gotické stavby z doby kolem roku 1393. Kolem roku 1500 byl kostel z velké části přestavěn v pozdně gotickém slohu. V polovině 18. století byl kostel zbarokizován. Po požáru v roce 1809 byl kostel v letech 1815–1816 znovu postaven. V letech 1912 a 1954 proběhly renovace.

## Architektura

### Exteriér
Zděná pozdně gotická stavba kostela se západní věží stojí v centru obce a je obklopena hřbitovem.
Exteriér kostela je jednoduchý členěný pilastrovými pásy. K severní straně zúženého polygonálního závěru (kněžiště) je přistavěna dvoupatrová sakristie. Pozdně gotická západní věž je obdélná stavba o šesti podlažích členěných římsami, zvuková okna jsou kanelovaná a hrotitě klenutá. Věž má nad slepým arkádovým vlysem nad prohnutými štíty jehlanovou střechu z roku 1815. Přízemí věže s bočními hrotitými arkádami má hvězdicovou žebrovou klenbu. Západní portál má hrotitý oblouk, jižní portál je bohatě profilovaný v pozdně gotickém slohu.

### Interiér
Interiér kostela je trojlodní s jednolodním kněžištěm s pětidílnou apsidou. Nástěnné pilíře s jónskými pilastry byly postaveny v roce 1815. Pozdně gotický okrouhle klenutý portál sakristie má železné dveře. Okna, která mají na vnější straně hrotité oblouky, jsou na vnitřní straně zaoblená.
Stropní malby v lodi zobrazují obdarování Šimona Stocka škapulířem od Panny Marie, nad galerií svatého Vavřince mezi císařem Jindřichem II. jako zakladatelem kostela a Kunhutou, v chóru kamenování svatého Štěpána. Autorem nástropních maleb z roku 1816 byl Josef Schöpf.
V kostele se nachází figurální náhrobek probošta Erasma Siebenpecka z roku 1565.
Hlavní oltář s dvojitými sloupy a frontonem z kusového mramoru a zlacenými řezbami, hlavicemi a tabernáklem vytvořil Johann Schweinester v roce 1836 nese obraz svatého Štěpána a svatého Vavřince a sochy svatého Virgila a svatého Ruperta, horní obraz zobrazuje Nejsvětější Trojici.
Dva boční oltáře pochází z poloviny 18. století a byly obnovené v letech 1830 a 1840. Boční oltář na evangelijní straně nese oltářní obraz Marie se škapulířem a v horním obraze svatý Josef. Boční oltář na epištolní straně nese obraz Jindřicha II. a Kunhuty a v horním obraze je svatý Michael. Oltářní obrazy namaloval Johann Endfelder a sochy vytvořil Josef Haidem.
Varhany postavila firma Caecilia v roce 1928.

## Zvony
Ve věži kostela visí čtyři ocelové zvony odlité v ocelárně Böhler v Kapfenbergu. Zvony byly vysvěceny v srpnu 1920.